# Tilsit Éditions
Tilsit Éditions (kurz „Tilsit“) war ein französischer Spieleverlag, der 1997 von Didier Jacobée gegründet wurde. 2010 wurde der Betrieb eingestellt. Verlegt wurden Gesellschaftsspiele, Strategiespiele und Kinderspiele. 
Bis ins Jahr 2005 brachte Tilsit überwiegend ins Französische übertragene Lizenz-Versionen von erfolgreichen Autorenspielen des deutschen Kosmos-Verlags heraus. Ab 2006 war damit Schluss. Auch von anderen Verlagen wurden Lizenzspiele in französischer Sprache hergestellt. 2003 hat der Verlag sein Repertoire neu geordnet in die drei Sparten: „Tilsit Collection“, „Tilsit Poche“ und „Tilsit Famille“. Die Sparte „Collection“ richtete sich an ein Erwachsenenpublikum aus Sammlern und Hobby-Gesellschaftsspielern. „Tilsit Famille“ umfasste einfacher strukturierte Gesellschafts- und Familienspiele für Gelegenheitsspieler. Das Segment „Poche“ (französisch: Tasche) war dem Kleinformat der Spieleschachteln sowie Kartenspielen vorbehalten.
Zu den von Tilsit Éditions auf den französischsprachigen Markt gebrachten Autorenspielen zählten unter anderem:
- Stratego, 1947, Jacques Johan Mogendorff
- Les Colons de Catane (Die Siedler von Catan), 1995, Klaus Teuber
- Kahuna, 1998, Günter Cornett
- Les Voleurs de Bagdad (Die Diebe von Bagdad), 1999, Francis Pacherie
- Babel, 2000, Uwe Rosenberg
- Nouveaux Mondes (Die neuen Entdecker), 2001, Klaus Teuber
- Puerto Rico, 2002, Andreas Seyfarth
- Génial (Einfach Genial), 2004, Reiner Knizia
- Les Évadés de Cartagena (Cartagena), 2005, Leo Colovini

## Tilsit Collection
- Maka Bana, 2003, François Haffner
- Kanaloa, 2003, Günter Cornett
- Skåål, 2004, Thierry Lebourg alias Docteur Mops
- Himalaya, 2004, Régis Bonnessée
- Key Largo, 2005, Paul Randles, Mike Selinker und Bruno Faidutti
- Baron, 2006, Franz Gaudois

## Tilsit Poche
- Wanted!, 2003, Emiliano Sciarra
- Korsar, 2005, Reiner Knizia
- Fantasy Pub, 2005, Emanuele Ornella
- Caramba!, 2005, Michael Schacht
- Red Hot Silly Dragon, 2005, Guillaume Blossier und Frédéric Henry